# Eggerthella
Genre
Espèces de rang inférieur
- Eggerthella guodeyinii Ge et al. 2021
- Eggerthella lenta (Eggerth 1935) Wade et al. 1999 emend. Würdemann et al. 2009
- Eggerthella sinensis Lau et al. 2006 emend. Maruo et al. 2008
- Eggerthella timonensis Bilen et al. 2018

Eggerthella est un genre de bactéries de la famille des Eggerthellaceae (détachée des Coriobacteriaceae). Les membres de ce genre sont des bacilles gram positifs anaérobies, non sporulés. On les trouve dans le côlon et les fèces humains et ils ont été identifiés comme une cause de rectocolite hémorragique, d'abcès hépatiques et anaux et de bactériémie systémique,.
L'espèce type, Eggerthella lenta, a été nommée Eubacterium lentum par Arnold Eggerth, qui l'a décrite pour la première fois en 1935. En 1999, le genre a été renommé en son honneur par Kageyama et al.,.
Ce pathogène émergent a tendance à se propager dans tout le corps.

## Systématique
Les espèces identifiées sont :
- Eggerthella guodeyinii Ge et al. 2021
- Eggerthella lenta (Eggerth 1935) Wade et al. 1999 emend. Würdemann et al. 2009
- Eggerthella sinensis Lau et al. 2006 emend. Maruo et al. 2008
- Eggerthella timonensis Bilen et al. 2018

L'espèce E. hongkongensis est renommée Paraeggerthella hongkongensis (Lau et al. 2006) Würdemann et al. 2009.